# Vincenzo Contarini
Vincenzo Contarini, né à Venise en 1577 et mort dans cette même ville en 1617, est un philologue italien de la Renaissance.

## Biographie
Né à Venise, en 1577, s’était acquis une telle réputation, que les magistrats de Padoue, pour le fixer dans cette ville, créèrent en sa faveur une chaire extraordinaire d’éloquence grecque et latine. Il n’était alors âgé que de vingt-six ans. Il professait encore à Padoue en 1614 ; mais des tracasseries qu’il éprouva le déterminèrent à donner sa démission. Il se retira d’abord à Rome, où il passa deux années. Il entreprit un voyage dans l’Istrie pendant l’été de 1617 ; l’extrême chaleur qu’il eut à souffrir, et peut-être le chagrin qu’il conservait d’avoir quitté sa place, le rendirent malade ; il se hâta de se rendre à Venise, où il mourut peu de jours après. Marc Antoine Muret et Juste Lipse étaient au nombre de ses amis ; il écrivit cependant contre Lipse, et avec trop peu de ménagement.

## Œuvres
On a de Contarini :
- Variarum lectionum liber, in quo multi veterum cum græcorum tum latinorum scriptorum loci illustrantur atque emendantur, Venise, 1606, in-4°, rare. L’édition d’Utrecht, 1754, in-8°, a l’avantage d’être augmentée des remarques de Nicolas Bond.
- De Frumentaria Romanorum Largitione, et de militari Romanorum stipendio commentarius, Venise, 1609, in-4° ; Wesel, 1669, in-8°.

Le premier de ces traités a été inséré dans le t. 7, et le second dans le t. 10 du Thesaurus Antiquit. Rom. de Grævius.